# Wereld (motorfiets)
Wereld is een historisch merk van (gemotoriseerde) fietsen.
Nederlands merk dat na de Tweede Wereldoorlog rijwielen met Victoria-zijboordmotor leverde. Men maakte ook de Wereld Merite-bromfiets met een Vimer-motortje.